# Едикула

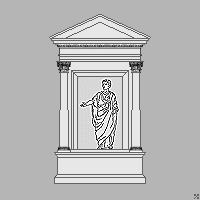
Едикула, схематичне зображення

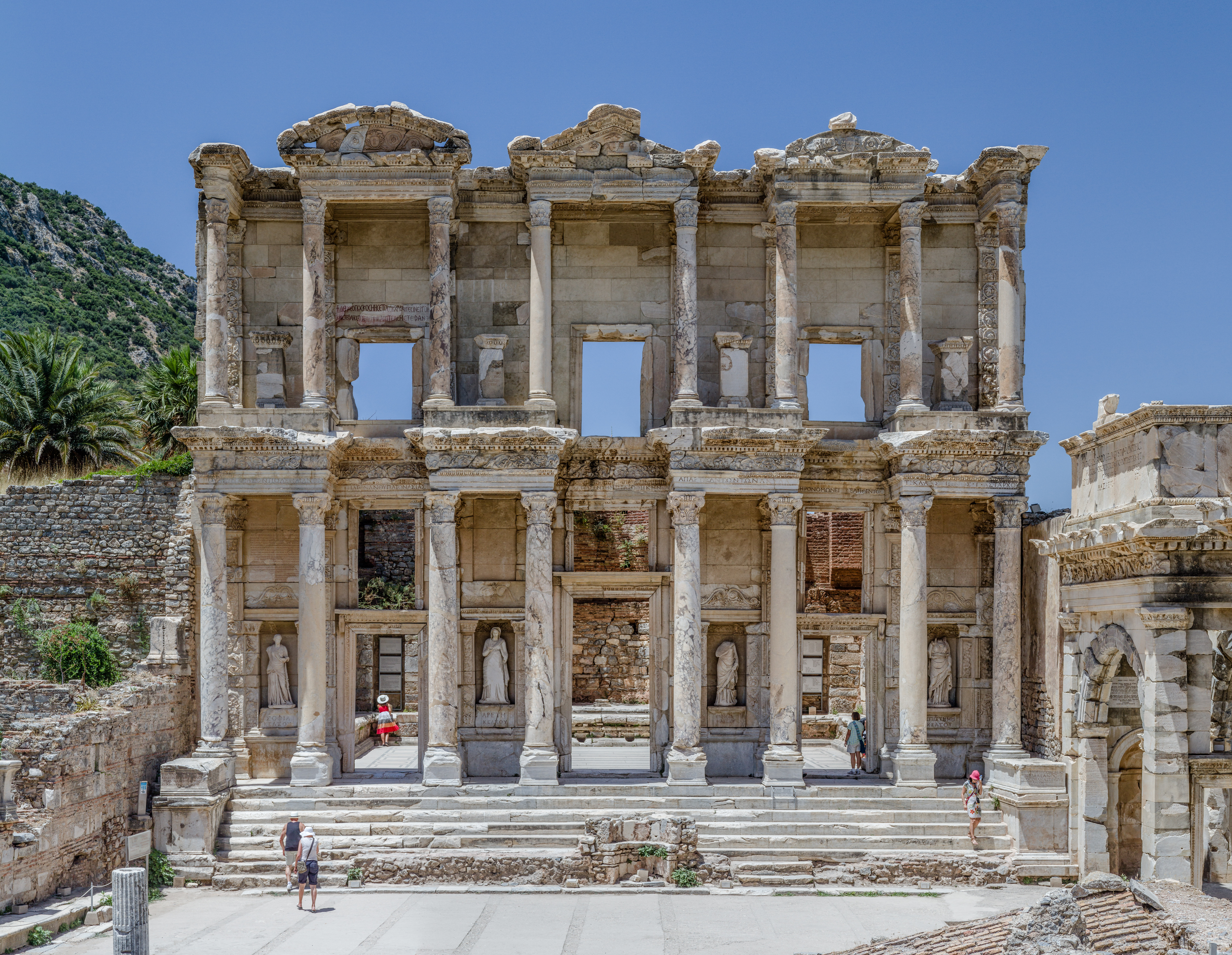
Руїни бібліотеки Цельсія із едикулами

Еди́кула (лат. aedicula — «будиночок, невеликий храм, каплиця») — латинське слово, що в Стародавньому Римі мало два значення. Едикулами називалися домашні священні кутки, в яких поміщали невеликі вівтарі або статуї лар і пенатів, які сприяють сім'ї та домашньому вогнищу.
Назва едикула використовувалась також для позначення невеликої ніші у великих за розміром храмах, що спирається на п'єдестал, увінчаний фронтоном і оточеному колонами. Саме в останньому значенні слово використовується в сучасній мові. У римській архітектурі едикули розташовувалися в громадських будівлях, таких як тріумфальні арки, міські ворота, храми. Схожі невеликі ніші — наїски, зустрічаються як художні елементи в храмах і надгробних пам'ятниках в культурі стародавніх греків. Однак, на відміну від едикул, наїски використовуються тільки з релігійною метою. В наш час[коли?] едикули зустрічаються в надгробках на католицьких кладовищах. Найвідомішою є едикула (у православ'ї Кувуклія), розташована усередині храму Гробу Господнього у Єрусалимі.